# Цветочная чешуя

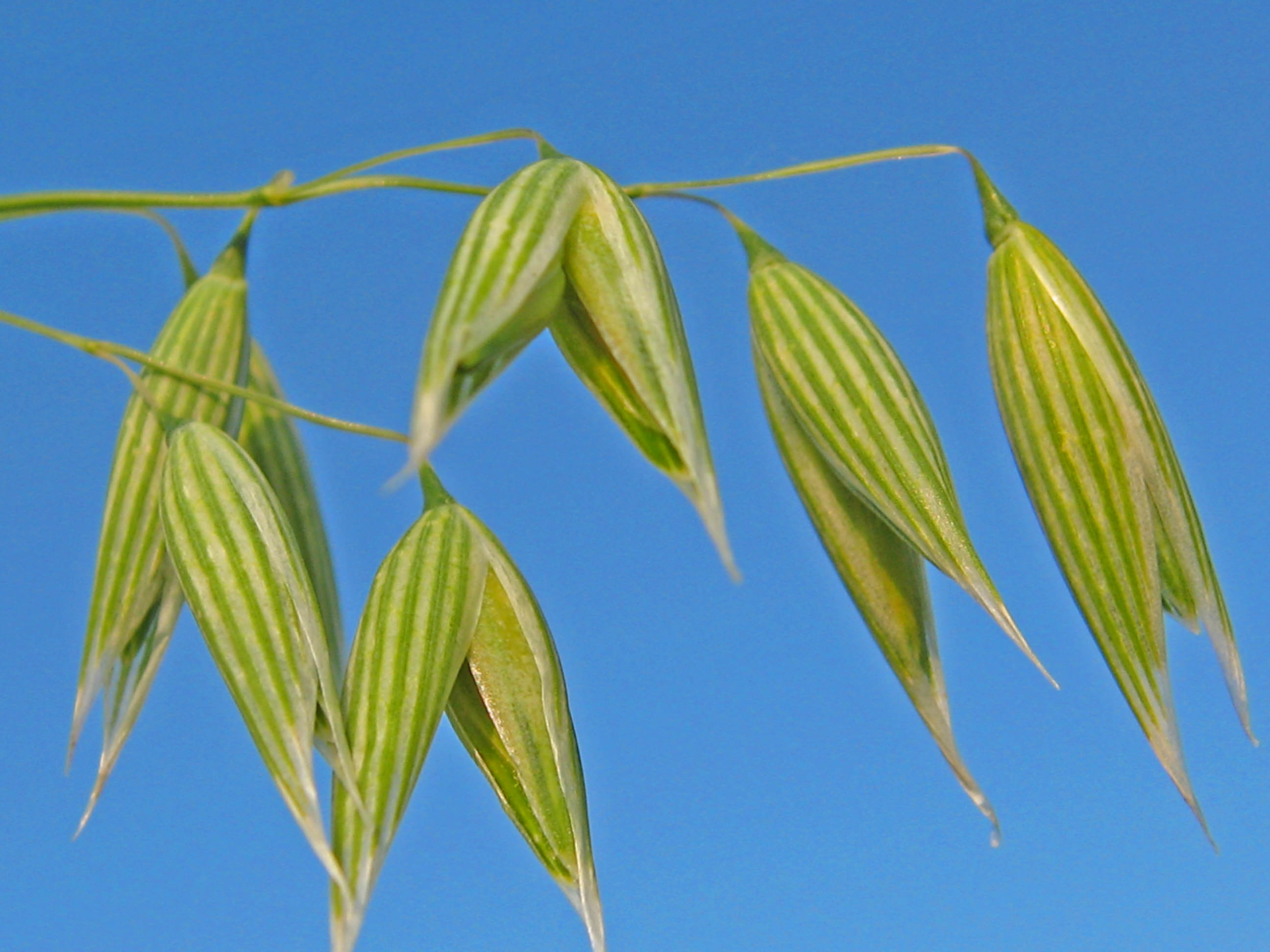
Колоски овса.

Цвето́чная чешуя́ — термин, не имеющий в русской ботанической литературе строго определённого значения.
Чаще всего под этим именем известны чешуйки, окружающие цветок у злаков.
Иногда цветочными чешуями называют чешуйки в женской шишке хвойных, несущие семяпочки.
Совсем же неправильно цветочными чешуями называют прицветники и кроющие листья.